# Leonie Meijer
Leonie Meijer (Róterdam, 4 de septiembre de 1985) es una cantante y compositora neerlandesa.

## Formación
Desde los dieciocho años se formó en la Academia de música de Lelystad. Luego asistió al Conservatorio en Ámsterdam mientras en su tiempo libre se presentaba con la banda Material Spirit como cantante y guitarrista. En 2010 participó en el Gran Premio de los Países Bajos, donde alcanzó los cuartos de final. Luego audicionó para la edición holandesa del programa televisivo The Voice.

## En carrera

### The Voice (2010-2011)
Logró llegar a las rondas de calificación de The Voice teniendo como preparador a Jeroen Van der Boom. Con un cover de la canción Just Hold Me de Maria Mena alcanzó la posición 27 en el chart Single Top 100. Llegó a la final quedando en cuarto lugar, lo que le valió grabar su propia canción de título Lost in Yesterday. Su sencillo trepó a la posición 36 de la lista Top 40 en los Países Bajos.

### Los (2011-2012)
Poco tiempo después participó en el concierto tributo a Michael Jackson, donde cantó varias de sus canciones. A continuación grabó un dueto con Van der Boom – su antiguo preparador – titulado Los Van De Grond  que alcanzó el segundo lugar en el Top 100 y el 13 del Top 40. En mayo de 2011 lanzó su sencillo Schaduw. En octubre salió a la venta su álbum debut, Los, cuyo primer sencillo – Hey! – entró al Top 40. La misma semana entraba también en el Top 40 Wereldwijd, un tema de la Orquesta Metropolitana en colaboración con varios artistas, entre ellos Meijer.

### Luister maar (2013)
En 2012 se lanza el primer sencillo de su segundo álbum - Niemand als jij - en el número 81 del Single Top 100. Colaboró en su segundo trabajo con Roel Van Velzen y Nick Schilder, sin embargo gran parte del trabajo en términos de composición y letras pertenece a Meijer y a Daniel Gibson, que también fue parte de su álbum debut. En la lista de temas se incluyen también el sencillo Wacht tot ik bij je ben - dueto con Joost Marsman – y Scherven van geluk, un tema escrito especialmente para Leonie por Van Velzen y Schilder.

### Colaboraciones
En 2014 junto con The Prophet & Noisecontrollers grabó la canción Make me stay, y de la mano de Brainpower, un rapper neerlandés, lanzó el sencillo Won’t come back. Dio de esta manera un giro en su carrera al incluir interpretaciones en lengua inglesa.

### The Naked Sessions (2015)
Su tercer álbum The Naked Sessions transmite la atmósfera de sus shows en vivo. Con una pequeña banda acústica, Leonie se luce con sus canciones ya conocidas como Voor jou vecht ik y Het staat in de sterren. Sin embargo los nuevos temas son los más notables, incluyendo White Ribbons, escrita por ella luego del hundimiento del MH17 junto con el compositor Jud Friedman (quien trabajó previamente con Whitney Houston, Barbra Streisand y Rod Stewart). Se incluye en este disco tan íntimo una versión de True Colours y un cover muy cuidado del clásico italiano Caruso. Meijer presentó su último trabajo con la gira 'Naked' en múltiples teatros a través de los Países Bajos hasta abril de 2016. Paralelamente se sumó al proyecto tributo a Frank Sinatra a 100 años de su nacimiento, interpretando temas junto a otros solistas con la Metropole Orkest en varias locaciones de su país.

### Nuevo sencillo! Door hetzelfde ijs (2016)
Se espera el lanzamiento del próximo sencillo en holandés el 22 de abril de 2016.[actualizar]